# Gino Bianco
Luigi Emilio Rodolfo Bertetti, mais conhecido como Gino Bianco, (Turim, 22 de julho de 1916 — Rio de Janeiro, 8 de maio de 1984) foi um automobilista ítalo-brasileiro, sendo o segundo piloto a defender as cores do Brasil na Fórmula 1. Ele disputou a categoria na temporada de 1952, pilotando uma Maserati A6GCM para a equipe Escuderia Bandeirantes.

## Carreira
Gino chegou ao Brasil no fim da década de 1920 e se estabeleceu no Rio de Janeiro, onde começou trabalhando como mecânico. 
A primeira corrida importante na qual Bianco tomou parte foi o Grande Prêmio Cidade do Rio de Janeiro, no Circuito da Gávea, mais conhecido como Trampolim do Diabo.
Em 1940, participou da prova de inauguração do Circuito de Interlagos.
Ainda durante a década de 1940, ele participou de diversas provas de Subida de Montanha, e venceu algumas delas.
Não à toa, em 1949 Gino se tornou o primeiro campeão carioca de Subida de Montanha, feito que repetiria nos dois anos seguintes.

### Formula 1
Gino participou de quatro grandes prêmios de Fórmula 1, sendo seu melhor resultado a 18ª colocação no Grande Prêmio da Grã-Bretanha de 1952.
As estatísticas oficiais da F1 apontam que Gino terminou sua trajetória na F1 com 127 voltas e 669 quilômetros percorridos.

#### Todos os resultados na Fórmula 1
(legenda)
| Ano  | Equipe                 | Chassis        | Motor          | 1   | 2   | 3   | 4   | 5        | 6         | 7         | 8         | Posição  | Pontos |
| ---- | ---------------------- | -------------- | -------------- | --- | --- | --- | --- | -------- | --------- | --------- | --------- | -------- | ------ |
| 1952 | Escuderia Bandeirantes | Maserati A6GCM | Maserati A6 L6 | SUI | 500 | BEL | FRA | GBR 18 P | GER Ret P | NED Ret P | ITA Ret P | NC (66º) | 0      |

### Pós-Formula 1
Após a temporada de 1952, Gino seguiu disputando corridas no Brasil, tendo vencido quatro corridas e novamente o campeonato de Subida de Montanha no Rio de Janeiro em 1953.
Depois disso, ficou um tempo afastado das pistas, e disputou os 500 km de Interlagos, em 1961, tendo acabado em oitavo.